# Brna
Brna je vesnice a přímořské letovisko v Chorvatsku v Dubrovnicko-neretvanské župě. Nachází se na jižním pobřeží ostrova Korčula a je součástí opčiny Smokvica. Od města Korčula se nachází asi 31 km jihozápadně. Vzhledem k tomu, že je Brna pouze přímořskou částí sídla Smokvica, které neleží u moře, není, jako u mnoha jiných sídel na ostrově Korčula, znám počet obyvatel. Ve Smokvici a Brně dohromady v roce 2021 žilo 868 obyvatel.
Původně šlo o zátoku s několika domy, kam chodili obyvatelé Smokvice před dlouhými rybářskými výpravami. Rozvíjet se Brna začala v 19. století, kdy zde byl vybudován přístav pro vývoz vína ze Smokvice. Od 70. let 19. století si zde začali obyvatelé Smokvice stavět letní chaty podél pobřeží. V současnosti se obyvatelé věnují zejména rybolovu, pěstování vína a turismu.
V Brně se nachází kostel svatého Štěpána. Jsou zde zátoky Brna a Istruga. Sousedními letovisky jsou Vinačac a Zavalatica, vesnicí prochází župní silnice Ž6223.